# Vạn diệp
Vạn diệp hay còn gọi cúc vạn diệp, cỏ thi, dương kỳ (Danh pháp khoa học: Achillea millefolium) là một loài thực vật có hoa trong họ Cúc (Asteraceae). Nó có nguồn gốc từ các vùng ôn đới Bắc bán cầu tại châu Á, châu Âu, và Bắc Mỹ. Ở New Mexico và miền nam Colorado, nó được gọi là plumajillo (tiếng Tây Ban Nha nghĩa là 'lông vũ nhỏ') do hình dạng lá của nó. 

## Phân bố
Vạn diệp mọc từ ngang mặt nước biển đến độ cao 3.500 mét (11.500 ft). Chúng nở hoa vào tháng 5-6, và thường sống tại vùng đồng cỏ hay rừng mở. Phát triển mạnh vào mùa xuân.
Tại Bắc Mỹ, có cả cây bản địa và du nhập, và cả lưỡng bội và đa bội. Nó sống ở mọi sinh cảnh trên toàn California trừ Colorado và xa mạc Mojave.
Loài cây này đã được du nhập vào Úc.

## Thứ
Các thứ và phân loài là:
- Achillea millefolium subsp. millefolium
  - A. m. subsp. m. var. millefolium - châu Âu, châu Á
  - A. m. subsp. m. var. borealis - vùng cực
  - A. m. subsp. m. var. rubra - miền nam dãy Appalachian
- A. millefolium subsp. chitralensis - miền tây dãy Himalaya
- A. millefolium subsp. sudetica - dãy Alps, dãy Karpat
- Achillea millefolium var. alpicola — miền tây Hòa Kỳ, Alaska[6]
- Achillea millefolium var. californica — California, tây bắc Thái Bình Dương[7][8][9]
- Achillea millefolium var. occidentalis — Bắc Mỹ[10]
- Achillea millefolium var. pacifica — bờ biển tây Bắc Mỹ, Alaska[11]
- Achillea millefolium var. puberula — đặc hữu California[12]